# 新竹縣游泳館
新竹縣游泳館，位於台灣新竹縣竹北市，為新竹縣體育園區的一部分，2007年8月完工啟用，曾舉辦2017年夏季世界大學運動會水球比賽。場地設施包含50公尺國際標準游泳池一座、25公尺練習池一座、男女烤箱、蒸氣室和兒童遊戲池等。
竹北國民運動中心落成後，新竹縣游泳館劃歸國民運動中心統一委外經營。

## 舉辦賽事
- 2009年夏季聽障奧林匹克運動會游泳比賽
- 2017年世界大學運動會游泳比賽

## 相關連結
- 新竹縣政府 （页面存档备份，存于）
- 新竹縣體育場 （页面存档备份，存于）